# HD235334
HD235334 — хімічно пекулярна зоря спектрального класу
A й має видиму зоряну величину в смузі V приблизно  8,8.